# أليخاندرو بيريز (كاتب)
اليخاندرو بيريز (بالإسبانية: Alejandro Pérez Lugín) (و. 1870 – 1926 م) هو كاتب، وصحفي، ومخرج أفلام، وكاتب سيناريو إسباني، ولد في مدريد، توفي في لا كورونيا، عن عمر يناهز 56 عاماً.

## جوائز
حصل على جوائز منها:
- نيشان الفنون والآداب من رتبة قائد (17 يناير 2013)[2]
- جائزة المنافسة العامة  [لغات أخرى]‏ (1946)

## وصلات خارجية
- أليخاندرو بيريز على موقع IMDb (الإنجليزية)
- أليخاندرو بيريز على موقع قاعدة بيانات الفيلم (الإنجليزية)
- أليخاندرو بيريز على موقع كينوبويسك (الروسية)

- أليخاندرو بيريز في قاعدة بيانات الأفلام على الإنترنت